# قمة الآلهة (فلم)
قمة الآلهة هو فيلم رسوم متحركة فرنسي مبني على مانغا يابانية تحمل نفس الاسم،تم عرض الفيلم على نتفليكس في 30 نوفمبر 2021.